# Юлия Друзилла (дочь Калигулы)
Юлия Друзилла (лат. Iulia Drusilla), (декабрь 39 или январь 40 — 24 января 41) — единственный ребёнок императора Калигулы от его четвёртой жены Милонии Цезонии.

## Биография
Родилась сразу после или даже в день бракосочетания Калигулы с Милонией. Милония стала любовницей Калигулы, находясь в браке и вскоре после этого развелась. От первого брака у неё было три дочери. Калигула назвал дочь в честь своей любимой сестры Юлии Друзиллы, скончавшейся незадолго до её рождения. Калигула души не чаял в дочери, считал её богиней, возвёл в Риме храм в её честь, в котором располагалась скульптурная композиция, где Юлия сидела на коленях у Минервы. Воспитывалась во вседозволенности, при играх с другими детьми беспричинно дралась с ними и пыталась выцарапать глаза.
Во время переворота 24 января 41 года была убита вместе со своей матерью, спустя несколько часов после убийства Калигулы.
Согласно легенде, Юлия Друзилла напала на преторианца, убившего её мать, с кулаками, за что тот размозжил ей голову об стену. Эта легенда, как и упоминание Светонием о её играх с другими детьми, не вызывает доверия, поскольку на момент смерти Юлии Друзилле было всего одиннадцать месяцев.

## Источник
- Светоний Транквилл, «Жизнь 12 цезарей», «Гай Калигула»